# Hôpital général de référence de Lubunga
L’hôpital général de référence de Lubunga est un centre de soins de santé publique de la ville de Kisangani, dans la commune de Lubunga dans la province de la Tshopo en république démocratique du Congo. Visitée au mois de mars 2021 par l'honorable Abraham Boliki Bokota député national élu de la ville de Kisangani dans le cadre de ses vacances parlementaire.

## Historique
Il est fondé en 1920 ; depuis sa création l'hôpital général de référence de Lubunga n'a jamais bénéficié d'une morgue.